# Murray Jarvik
Murray Elias Jarvik (1er juin 1923 - 8 mai 2008) est un psychopharmacologue et universitaire américain parmi les premiers scientifiques à étudier l'acide d-lysergique, précurseur du LSD, et devient plus tard le co-inventeur du patch nicotinique. Il a longtemps été professeur émérite à l'Université de Californie à Los Angeles, où il  enseigne pendant de nombreuses années en tant que professeur de psychiatrie et de pharmacologie.

## Jeunesse, études et famille
Murray Jarvik naît dans le Bronx, à New York, le 1er juin 1923. Il le fils de Minnie (Haas) et de Jacob Jarvik, tapissier,. Jarvik souffre depuis toujours de problèmes cardiaques, qui commence par un grave cas de rhumatisme articulaire aigu dès l'âge de douze ans. Il contracte ensuite la polio à l'âge de 28 ans. En 1992, on lui diagnostique un cancer du poumon, qui sera guéri. Il n'a jamais été fumeur.
Jarvik décroche sa licence au City College de New York avant d'obtenir sa maîtrise en sciences à l'Université de Californie à Los Angeles, son doctorat à l'Université de Californie à Berkeley et son doctorat en médecine à l'Université de Californie à San Francisco.
Il épouse Lissy Jarvik, avec qui il restera marié 53 ans. Le couple donne naissance à deux fils. Son fils Laurence Jarvik est le réalisteur du film documentaire Who Shall Live and Who Shall Die sur l'inaction du gouvernement Roosevelt pendant l'holocauste. Son autre fils, le Dr Jeffrey G. Jarvik, est professeur de neuroradiologie à la faculté de médecine de l'Université du Washington. Son neveu Robert Jarvik est le créateur du premier cœur artificiel, appelé Jarvik-7. Son autre neveu, le Dr Jonathan W. Jarvik, est professeur de sciences biologiques à l'Université Carnegie Mellon et fondateur de SpectraGenetics.

## Patch nicotinique
Murray Jarvik commence des recherches sur l'absorption du contenu du tabac par la peau et ses effets sur le corps humain. Sa première exploration dans ce domaine commence en étudiant des agriculteurs et des ouvriers agricoles du sud des États-Unis qui gagnent leur vie en récoltant le tabac à la main.
Cependant, Jarvik et son collègue Jed Rose, alors chercheur postdoctoral à l'UCLA, ne parviennent pas obtenir l'autorisation pour mener leurs recherches sur l'absorption du tabac par la peau chez des sujets humains. Par défaut, Jarvik et Rose commencent à tester sur eux-mêmes les effets de l’absorption du tabac. Les effets du tabac sont immédiatement mesurables. Dans une interview avec l'UCLA Magazine, Jarvik se souvient : « Nous avons mis du tabac sur notre peau et avons attendu de voir ce qui se passerait. Notre rythme cardiaque a augmenté, l'adrénaline a commencé à monter, tout ce qui arrive aux fumeurs. ».
Les recherches de Jarvik et Rose conduisent à l’invention du patch nicotinique au début des années 1990,. Il s'agit d'un timbre transdermique qui délivre de la nicotine directement à travers la peau et dans le corps pour soulager l'envie de fumer et, à terme, arrêter de fumer. (Rose est maintenant directeur du Centre de recherche sur la nicotine et le sevrage tabagique à l'Université Duke.)
Aux États-Unis, le substitut nicotinique en patch est disponible sur ordonnance pour arrêter de fumer en 1992. L'autorité américaine de régulation de l'alimentaire et du médicament (Food and Drug Administration, (FDA) approuve sa mise sur le marché américain comme traitement en vente libre en 1996.

## Décès
Murray Jarvik décède à son domicile de Santa Monica, en Californie, le 8 mai 2008, à l'âge de 84 ans, des suites d'un œdème pulmonaire dû à une insuffisance cardiaque congestive.